# Accessoire de contrainte

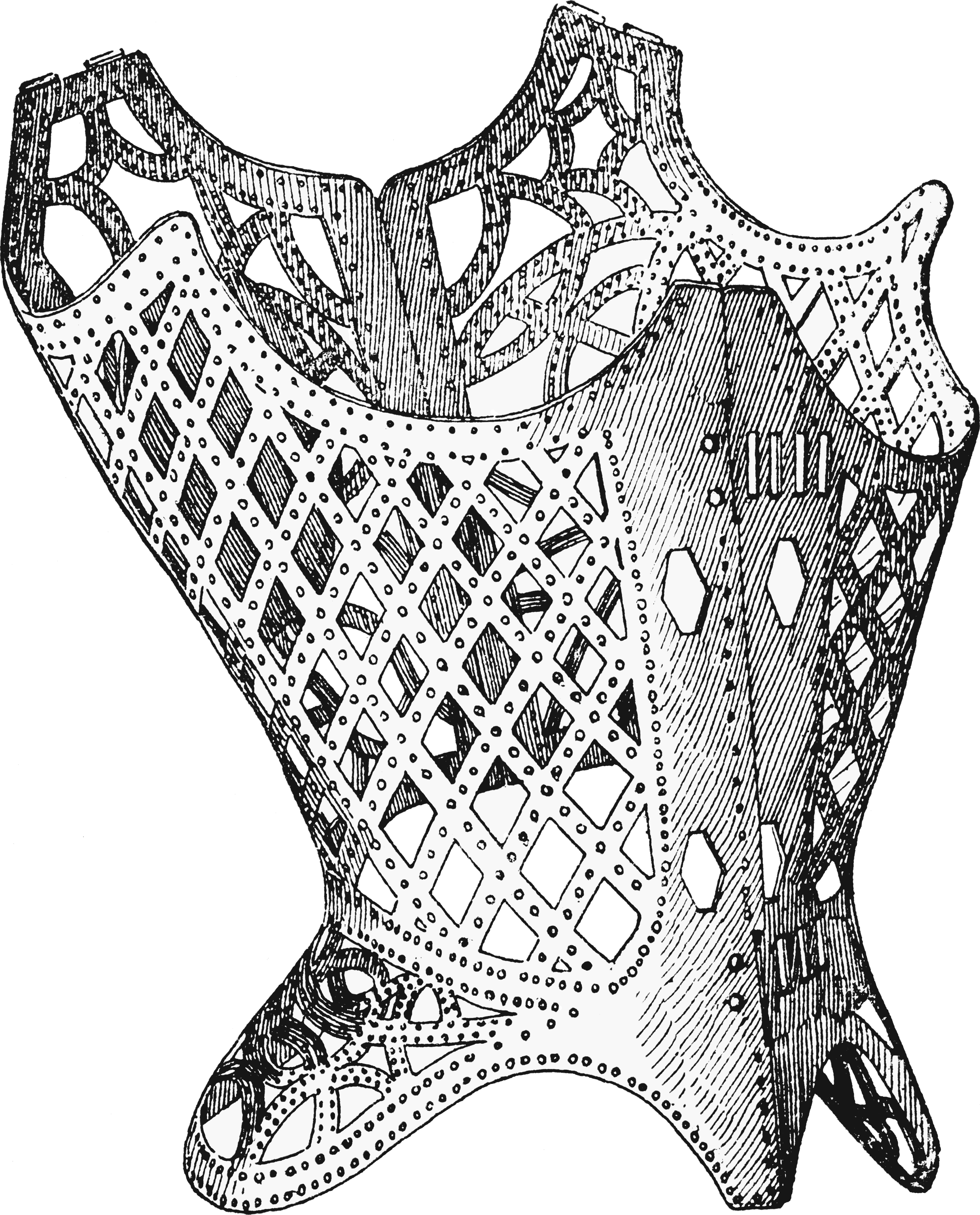
Fig. 12. – Corset en fer (musée Carnavalet.)

Dans le contexte du bondage, un accessoire de contrainte est un accessoire qui permet de réduire la mobilité du corps d'une personne ou de lui interdire de se déplacer.
Les accessoires de contrainte sont nombreux et variés. Outre les cordes utilisées notamment par le kinbaku, le bondage japonais, d'autres accessoires sont également très présents. Sans chercher à être exhaustif, on peut citer les classiques corsets (qui peuvent être en fer dans ce contexte), les combinaisons de latex, les monogants, les camisoles (y compris les véritables camisoles psychiatriques de toile écrue), ou encore les minerves.
Parmi les accessoires qui entravent le déplacement on retrouve les sacs d'enfermement, les vacuum beds, les suspensions et les cages.

## Création des accessoires

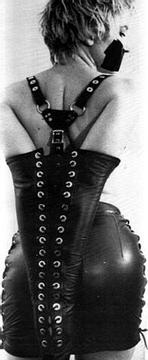
Monogant.

Les grands créateurs de vêtements prison furent John Willie, Eric Stanton et John Sutcliffe. Le fantasme est vecteur de l'art du bondage de la discipline festive et du SM. Et lorsque les dessinateurs, les photographes couchent leurs fantaisies sur papier. Ils génèrent, à leur tour, d'autres fantasmes, une autre inspiration. Les dessins de John Willie et d'Eric Stanton regorgent de femmes liées dans le dos, et l'on y voit même, déjà, des monogants.
Yürgen Boedt a publié dans Secret Magazine un article sur ce que l'on nomme forniphilie ou encore meuble humain. L'article est écrit par Jeff Gord et les photos représentent des femmes attachées par des cordes ou des liens de cuir. Elles représentent une lampe, ou le dossier d'un fauteuil, la selle d'un tricycle, un parechoc de voiture, divers meubles ainsi que des sculptures artistiques.
En 1994, paraissait le premier numéro de la revue Maniac. Déjà Gilles Berquet y relatait ce que l'on nomme aujourd'hui forniphilie. Il nommait cela, « Les commodités de la femme ». Il commente divers dessins et photos. Un semainier, la femme y est enfermée. Le plateau supérieur est, pour la circonstance, transformé en carcan ainsi que les côtés supérieurs du meuble. La tête émerge du plateau supérieur. La tête supporte un lustre et une ampoule, et devient une lampe. Les bras sortent sur les côtés du semainier. L'un d'eux avec dans la main un plateau contenant une montre et des boutons de manchette. Et l'autre bras supporte des cravates au niveau du poignet. Le premier tiroir est ouvert laissant apparaître les seins de la femme, comme s'ils étaient de simples accessoires rangés dans le tiroir. Plus loin une femme parapluie, une autre femme lampe, une femme attachée dans un pot de fleur bondée par une plante grimpante. Enfin des photos de Gilles Berquet, inspirées par son maître John Willie. Photo ou le corps de la femme est enfermé dans une malle, laissant apparaître le visage et le bas des jambes.
L'héroïne de John Willie, Gwendoline est considérée comme l'icône du bondage. John Willie a publié la revue « Bizzare » On doit une réédition complète de cette revue au collectionneur et photographe Eric Kroll. Dans Bizarre on retrouve toutes sortes de textes d'images offerts par des lecteurs. C'est un voyage dans l'imaginaire de l'artiste on y retrouve de nombreux dessins de John Willie. Quelques exemples :
- Une femme empaquetée comme un bonbon. Une ganse ferme le paquet autour du cou, un ruban enserre le sachet au niveau des chevilles « Fancy Dress Cracker[4],[5] ». John Willie passe en revue les vêtements prison dans la société. Puis, un vêtement de cirque, un clown est entièrement enfermé dans son habit de scène, seul le visage apparaît[4],[6].
- Une autre robe qu’il nomme « The Slug » : bras enfermés très contraints cagoule laissant apparaître la bouche et le nez[4],[7].
- Tenue militaire contraignante, bras enfermés dans le dos et dans un coffre. Une autre veste celle d’un smoking les bras semblent être contraints dans le dos[4],[8].
- Une camisole de cuir, certainement artisanale, vu l’époque[4],[9].

Il affiche des combinaisons de cuir entièrement lacées le long des jambes intérieurement et extérieurement, ainsi que le long de bras. Comme au Japon, tout est question de laçage. En revanche, qu'il s'agisse de John Willie ou d'Eric Stanton, le ligotage n'est pas inspiré de l'art traditionnel japonais. Il n'est pas non plus l'objet principal de la contrainte.

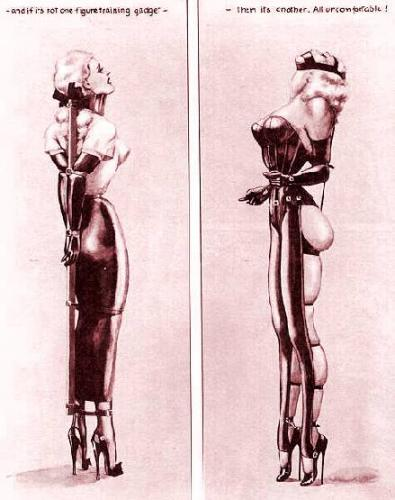
John Willie Revue Bizzare vêtements prison.
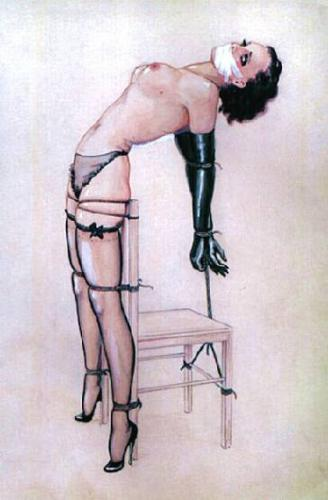
John Willie, Revue Bizzare.
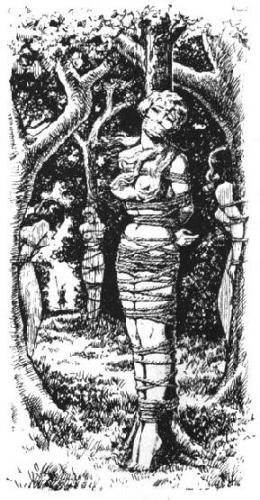
John Willie Revue Bizzare.

Eric Stanton, outre les superbes reprises des supplices - l'inquisition revue et corrigée sur un mode festif et artistique - Eric Stanton a mis en place des trompe-l'œil avec les vêtements de contrainte.
Grâce à Eric Kroll (en) les œuvres d’Eric Stanton furent rééditées. Ces rééditions retracent une vaste partie du travail de l’artiste. Concernant les tenues truquées servant à immobiliser les hommes ou les femmes. On peut noter par exemple les productions Irving Klaw avec les revues Bondage enthusiasts bound in leather, ou encore Pleasure bound. On trouve l’ouvrage édité par Eric Kroll, Eric Stanton (par Eric Kroll aux éditions Taschen), de multiples dessins tels que des robes corsetées qui ne laissent aucune liberté de mouvement aux jambes. Les femmes ont leur bras emprisonnés à l’arrière par un fourreau que l’on appellera plus tard monogant. Toutes les cuissardes sont lacées. « Le masochiste aime les laçages, les nœuds les fixations ». Étonnant dessin d’Eric Stanton Une des femmes porte une combinaison de cuir lacée au niveau des jambes intérieur extérieur. Les bras sont enveloppés à l’intérieur de la combinaison qui fait office de camisole. Les talons des cuissardes sont anormalement hauts. Ce qui rend tout mouvement impossible. Le visage « cagoulé » est devant derrière. La face est du côté des fesses. Et la nuque est du côté des seins. À la taille la femme présumée porte une ceinture d’acier reliée par une barre à une ceinture identique portée par une jeune femme en tenue plus légère et dont les bras sont attachés à la barre de liaison. Toujours dans Pleasure bound, une femme corsetée de la poitrine aux genoux. Elle est retenue par un cercle serré à la taille, relié à une colonne, la même image vue de dos reliée à la même colonne les bras enfermés derrière le dos, dans un monogant.

## Typologie des accessoires

### Cordes, ligotage

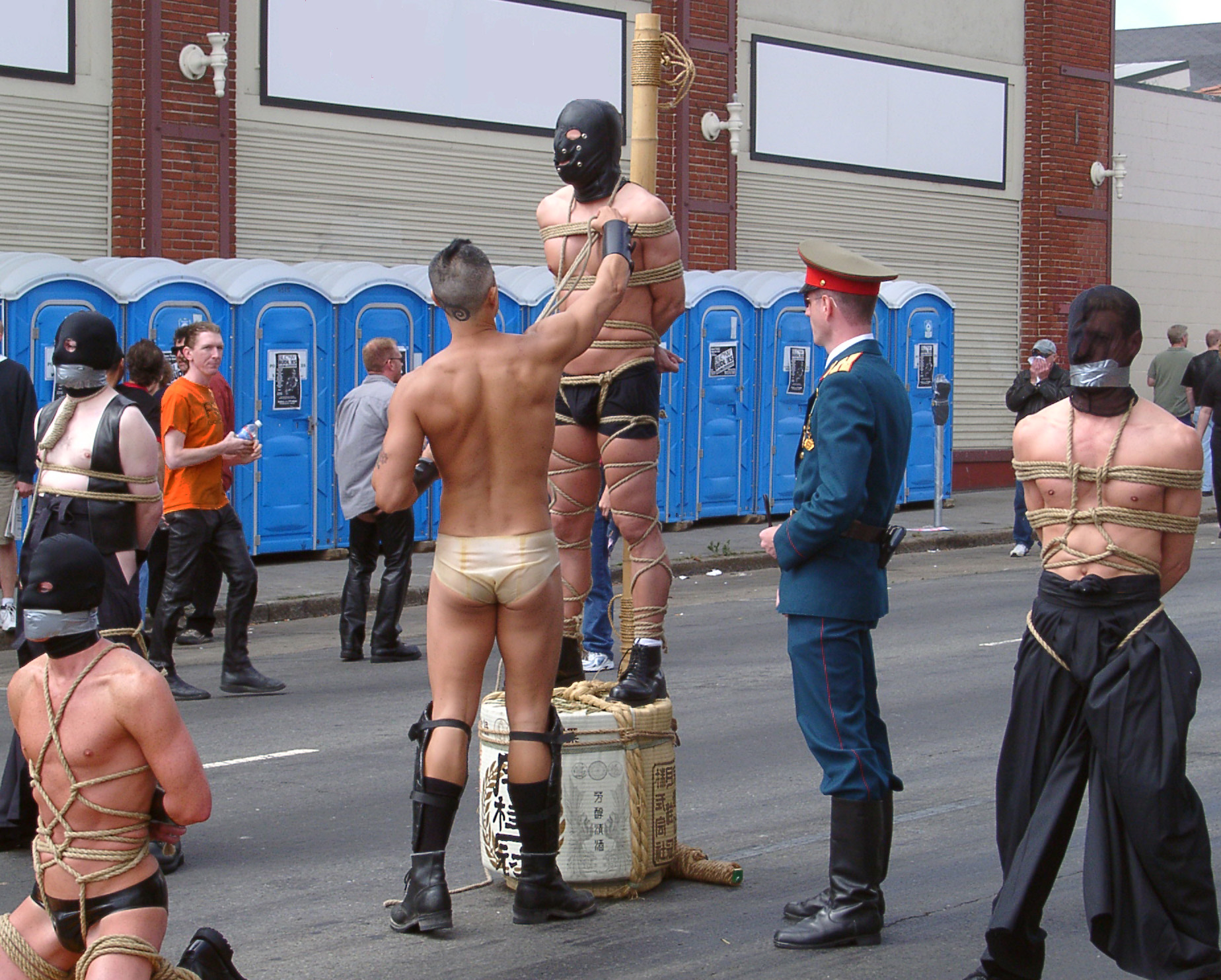
Démonstration de bondage par Van Darkholme au Folsom Street Fair, 2003.

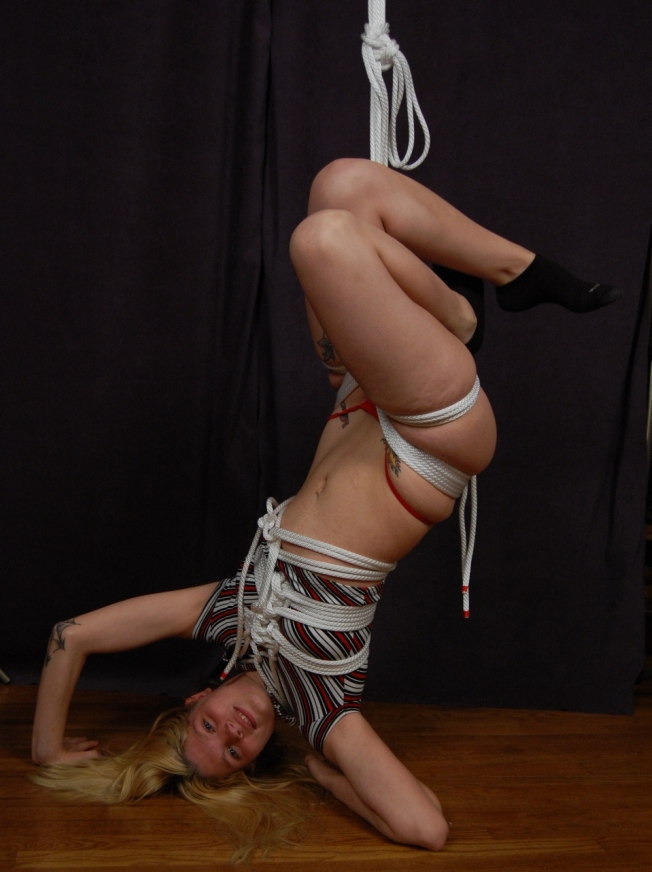
Un modèle se prépare pour une scène de bondage suspendu.

L'usage de la corde est commun dans le bondage. On nomme l'usage de la corde, le ligotage. Pendant la guerre avec le Japon les soldats américains ont assisté à des scènes de bondage japonais. Ce qui a suscité chez eux, un violent désir de reproduire du ligotage. Lorsqu'ils sont revenus en Occident, ils ont pratiqué un ligotage sauvage, sans les techniques du bondage japonais.

### Corsets

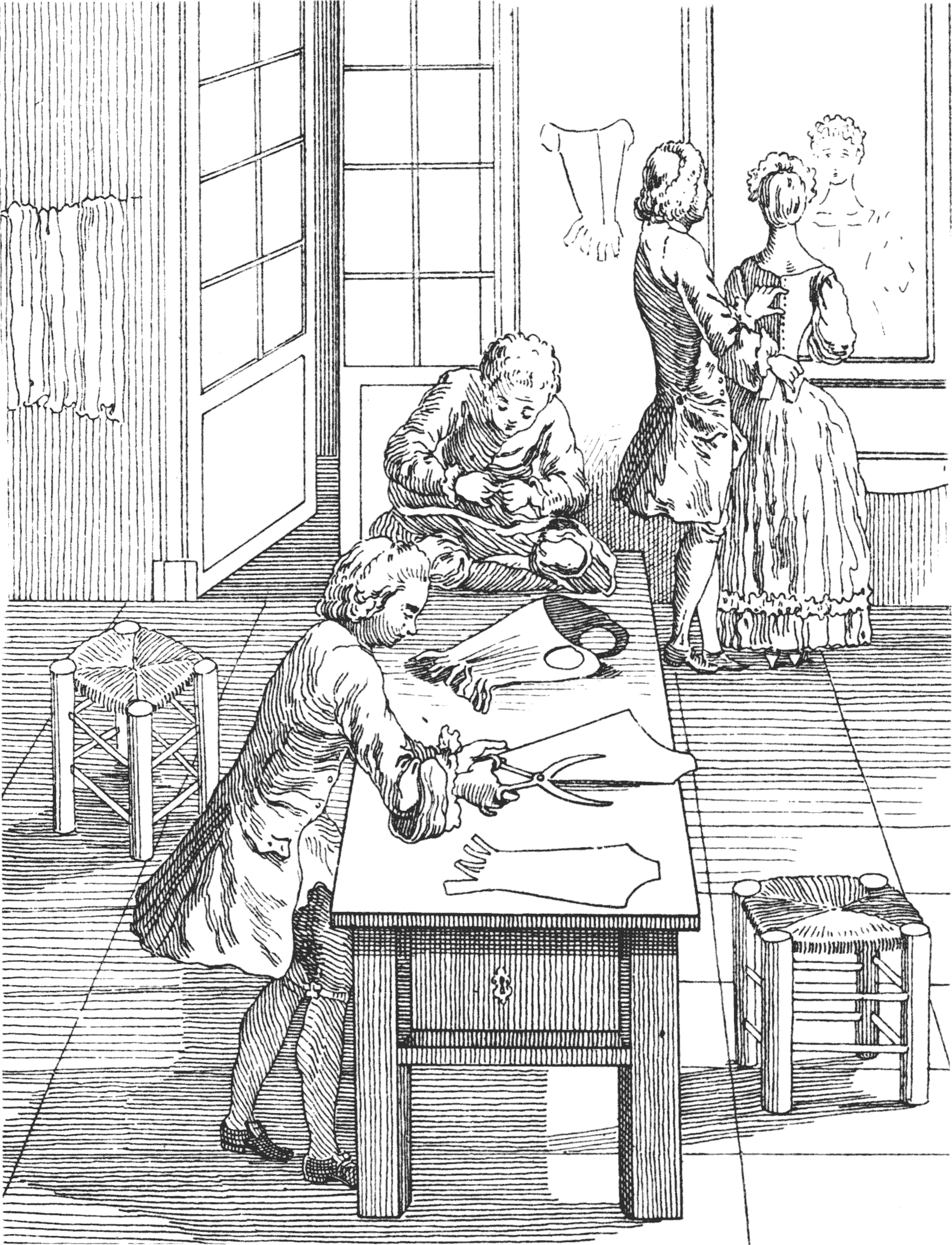
Planche II. Intérieur de la boutique d'un tailleur de corset, Le Corset à travers les âges, Ernest Leoty, 1867.

Les corsets ne furent pas toujours l'accessoire élégant que l'on connait aujourd'hui. Et même aujourd'hui, le corset peut être utilisé comme accessoire de contrainte lorsqu'il est anormalement serré et enveloppant. Les corsets, très ouverts au temps d'Isabeau de Bavière, furent très ajustés à la fin du XVe siècle. Au point que le poète Olivier de la Marche intitula une pièce du Parement des dames d'honneur, « Le corset ou la cotte de chasteté » : « ... lye le corps. Et cotte et pièce entre-tient fermement ».
À cette époque les corsets se lacent par derrière et la femme qui porte le corset ne peut pas l'ôter seule. « Pour faire un corps bien espagnolé, quelle géhenne les femmes ne souffrent-elles pas, guindées et sanglées avec de grosses coches sur les côtes jusques à la chaire vive. Oui, quelquefois à en mourir. » On retrouve cette citation de Montaigne dans un livre publié à 880 exemplaires en 1933. « On n'a pas de peine à le croire, non plus qu'au danger que ces cosses de bois - et le busc sur la poitrine faisait courir au fruit de la grossesse », poursuit F. Libron. « J'ai ouy parler, de quelques demoiselles, voirre en ay congnue, qui n'ont point faict difficulté de porter bustes aux despens du fruict qui estoit en leur ventre et pour ne perdre l'honneur d'avoir un corps gent ».
Les corsets ont été longtemps fabriqués en fer, ce qui rendait le port du corset contraignant et douloureux. Certains sont exposés au musée de Cluny et au musée Carnavalet.

### Sacs d'enfermement et variantes
En cuir, il s'agit d'une sorte de sac de couchage sanglé. On s'en sert généralement sur une table. Cette table peut être munie d'anses dans lesquelles on peut à nouveau passer des sangles de cuir, serrant plus fermement encore le sujet contraint. Les Anglais nomment ces sacs body-bag ou sleeping-bag. Ces sacs supportent généralement des anneaux qui permettent d'y passer des cordes pour serrer le sujet à volonté.

#### L'inflatable
Inflatable signifie « gonflable », terme jamais employé en français. C'est un sac de latex qui comporte deux enveloppes du même matériau. Le sac se gonfle entre les deux couches de latex et le sujet est prisonnier. Certains ont une forme de gros poisson, comme celui de Jonas, une grosse mama baleine. Selon Otto Rank, le désir de retour au ventre maternel constitue un élément typique du masochisme, et toujours selon Otto Rank le sujet cherche à retrouver au travers de son immobilisation la situation voluptueuse de l'immobilité intra-utérine.
Et donc le bondage et plus spécifiquement les sacs d'enfermement se rapportent bien à la recherche du ventre maternel donc parle Otto Rank. En dehors d'Otto Rank, Sándor Ferenczi évoque le désir de retour au ventre maternel 
Dans l'inflatable, le sujet est, cependant, moins contraint que dans le sac de cuir. Contrairement au vacuum bed, l’inflatable doit être pratiqué sous surveillance, mais il n'est pas aussi dangereux que le vaccum bed.

#### Levacuum bed
Deux draps de latex collés entre eux à l'extrémité des quatre côtés. Ils sont ensuite tendus sur un cadre. Le sujet se place entre les deux couches de latex. Un tube sort de sa bouche et transperce le latex. On fait le vide d'air. Le vide d'air peut tout arrêter, circulation du sang, respiration des pores de la peau, étranglement au niveau des artères, car le sujet n'est pas ligoté, mais pétrifié. Il est déconseillé de s'en servir sans expérience et sans une attention très particulière et constante.

#### Rubber doll
Enfermement total dans des vêtements d'un style poupée le visage recouvert d'un masque de poupée en latex. C'est une façon de prendre ses distances avec le réel, d'entretenir l'apparence de la transformation sauvée. C'est un « abandon du jugement de dieu » selon Antonin Artaud et Deleuze, à l'image du visage du Christ vecteur de culpabilité. L'homme quitte ainsi son visage phallique patriarcal sans culpabilité ni complexe, car ce n'est plus lui mais un autre, une autre, la caricature d'une femme. La « Visagéité » selon Deleuze Guattari parle d'un déni de visage, référence à la peinture de Francis Bacon. Deleuze a en outre écrit sur Francis Bacon.

### Les barres d'écartement
Elles existent pour les chevilles pour maintenir les sujets jambes écartées de façon contraignante. Elles existent pour les poignets pour obliger le sujet à tendre les bras, d'autres ont les deux fonctions chevilles et poignets

### Menottes
Les menottes de bondage sont des accessoires de contrainte conçus spécifiquement pour être utilisés dans les pratiques de bondage. Comparées aux menottes classiques, ce type de menotte est plus large et se porte aussi bien aux poignets qu'aux chevilles. Les menottes de bondage sont généralement fabriquées en cuir et sont souvent rembourrées en cuir souple ou en fausse fourrure. Les menottes de bondage peuvent être fixées aux poignets et / ou aux chevilles par un mécanisme de verrouillage, une boucle ou un velcro.

### Suspensions

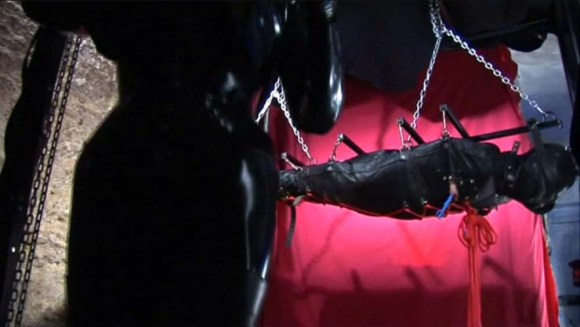
Suspension en sleeping bag cuir.

Harnais, cage de cuir (liens croisés en cuir, la cage suspendue fait que les liens se resserrent avec le poids du sujet.

### Combinaison de latex
Régis Jauffret, Sévère. Le roman de Régis Jauffret conte une histoire vraie qui a défrayé la chronique. Il prend lieu et place de l'héroïne principale en écrivant au féminin et à la première personne. Aucun nom n'est cité, seuls les évènements sont narrés.

Régis Jauffret évoque la combinaison de latex en ces termes : « Quand je lui ai offert cette combinaison, je savais qu'il aimerait ce cachot souple où la victime est plus à l'étroit que le fœtus dans l'utérus où il est enfermé ».

Selon Anne Larue : « Le masochiste aime les laçages, les noeuds, les fixations. Ce n'est pas un hasard si, dans les sports où on ne déteste pas en baver (ski, parapente, planche à voile, plongée...) on utilise, outre des combinaisons intégrales impeccablement ajustées, toutes sortes d'accessoires de laçage et de serrage ».

### Tissus

#### Soie
Il existe quelques fétichistes de la soie et, souvent, des foulards de soie qui aiment se sentir impuissants, ligotés dans la soie. À travers cette immobilisation dans la soie, il cherche le cocon et donc le ventre maternel selon Otto Rank.

### Camisoles, minerves, colliers BDSM

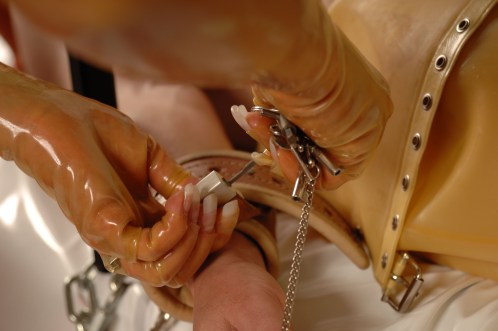
Menottes psychiatriques fermant à clef et servant aussi au transport des prisonniers et dans ce cas devenues jouets de bondage.

La camisole est recherchée par des amateurs de bondage confortable et ferme. Les fétichistes du cuir ou du latex la préféreront dans ces matières. D'autres se rapprochant plus des fantasmes médicaux chercheront la vraie camisole psychiatrique en toile écrue.
La camisole qui s'achète sur les sites sous le nom de « Humane restraints ». Ces sites fournissent les hôpitaux psychiatriques et les prisons, pour les transports de prisonniers. Ils fabriquent des menottes doublées de cuirs solides, aussi solides que celles fabriquées en acier. Et qui ferment à clef.
Et plus de dix ans les sites « Human restraints » fournissent également les aficionados du bondage. Avec la minerve et le plâtre c'est tout l'univers psychiatrique et hospitalier de la souffrance qui est là, érotisé. Il existe des Hommes (hommes et femmes) qui recherchent l'immobilisation dans le plâtre, la leur ou celle de leur dominé. C'est univers du photographe Romain Slocombe relaté dans le livre de Stéphan Lévy-Kuentz

### Source
- Cet article est partiellement ou en totalité issu de l'article intitulé « Bondage » (voir la liste des auteurs).